# Brucherz
Als Brucherz werden in der Ur- und Frühgeschichtswissenschaft üblicherweise zerbrochene Metalle, insbesondere zerbrochene Kupfer- oder Bronzegegenstände, bezeichnet. Treffender ist der Begriff Kupfer- bzw. Bronzebruch (Görmer 2006, 290). Brucherze werden i. d. R. in Depots gefunden. Der Depotfund von Weißig enthielt u. a. Brucherz von Barren, Beilen, Messern, Meißeln und Sicheln. Diskutiert wird die Bedeutung dieser Depots als Händler-, Gießer- oder Schatzdepot mit kultischem Hintergrund. 